# الانتفاضة الصربية 1848-1849
وقعت الانتفاضة الصربية 1848-1849، والمعروفة أيضًا بالثورة الصربية 1848-1849 أو الحركة الشعبية الصربية 1848-1849، في فويفودينا الحالية في صربيا، وكانت جزءًا من ثورات عام 1848 في الإمبراطورية النمساوية. خلال الثورة المجرية، حقق المجريون نجاحات عسكرية كبيرة، ولكنهم هُزموا بعد التدخل الروسي. شن الصرب معارك ضارية ضد المجريين من أجل الحكم الذاتي أو التوحيد بمساعدة متطوعين من إمارة صربيا. أُنشئت فويفودينا الصربية (التي كانت سابقًا مقاطعة صربيا وبانات تيميشوار) نتيجةً للانتفاضة، وهي منطقة حكم ذاتي مميزة تحت لواء التاج النمساوي. ومع ذلك، لم تُصِب المقاطعة في بعض التوقعات التي عبّر عنها الوطنيون الصرب في اجتماع مايو (1848). لم يشكل الصرب الأغلبية الساحقة من السكان، في حين كانت الإدارة في أيدي المسؤولين والضباط الألمان إلى حد كبير. أُلغيت المقاطعة في عام 1860، ومع ذلك، احتفظ المجتمع الصربي ببعض الحقوق. استأنفت البطريركية الصربية عملها من جديد، في حين زادت الانتفاضة الوعي الوطني لدى الشعب الصربي شمال سافا والدانوب للنضال من أجل الحرية.

## خلفية تاريخية
حولت الأساليب الاستبدادية للمستشار مترنيش الإمبراطورية النمساوية إلى دولة بوليسية. قمعت دولته البوليسية بشكل منهجي أي حركة منفتحة من شأنها أن تقوّض بطريقة ما النظام المبارك. كان مترنيش محافظًا بطبيعته وقناعته. كانت الإمبراطورية النمساوية، التي تتكون من جنسيات مختلفة، عبارة عن بقايا الاندماج السياسي القديم وكان من الصعب عليها التأقلم على العصر الجديد. في القرن السادس عشر، كان لا يزال هناك العديد من الشعوب الصغيرة والدول المرتبطة بالنمسا، والتي أضعفت المجتمع الأكبر لمقاومة التهديد العثماني بنجاح. ومع ذلك، بعد قمع العثمانيين، اختفت الاحتياجات إلى الدولة المركزية. في مكانته، حيث استيقظ الوعي الوطني لديه منذ بداية القرن التاسع عشر، كان المجتمع النمساوي يتطلع بشكل متزايد للدخول في إطار الدول الوطنية. بدأ الإيطاليون، الذين كانوا مبعثرين حتى ذلك الحين، في العمل على وحدتهم الوطنية. وقعت ذات النزعة في نفوس الألمان أيضًا. في كلا البلدين، لم يكن بالإمكان تحقيق هذه الخطط إلا على حساب ممتلكات الإمبراطورية النمساوية ومكانة آل هابسبورغ. حتى في ذلك الوقت، في منتصف القرن التاسع عشر، كان هناك الكثير من المخاوف في فيينا من أن دولة صربية حرة في البلقان يمكن أن تصبح نقطة جذابة لرعاياها السلافيين الجنوبيين. اعتُبرت الحركة التي كانت تهدف إلى تعزيز الروابط السلافية المتبادلة بأكملها، والتي يُطلق عليها اسم القومية السلافية، بشك كبير أنها عمل سياسي بحت تحت قيادة روسيا وبهدف خدمة مصالحها في نهاية المطاف. تلقى النشاط القومي للهنغاريين، الذي كان يتميز بالحيوية والاندفاع في النصف الأول من القرن التاسع عشر، تدريجيًا طابع النضال الوطني من أجل الاستقلال الكامل عن فيينا. كان هناك معارك في كل مكان. كان مترنيش على علم بذلك، وقمع المتمردين باعتبارها وسيلته للحفاظ على الدولة. لم يتمكن من فعل أي شيء ملحوظ لتوجيه الأحداث بالتدابير السابقة، ولم يتمكن من الاعتماد على جزء السكان الذين سعوا بإخلاص إلى تغيير النظام، ولكنهم لا يزالون متمسكين بإطار توحيد الدولة.
حين اندلعت الثورة في فبراير 1848 في باريس والتي دمرت المُلكية وأدت إلى إعلان الجمهورية في فرنسا، فإنها هزت الأسس والبناء النمساوي المتداعي. اندلعت الانتفاضات في كل مكان. اجتمع الوطنيون الألمان في فرانكفورت في برلمان عموم ألمانيا، والذي عبّر عن رغباته في توحيد ألمانيا، ولكن ليس تحت قيادة النمسا. ردًا على ذلك، أُعقب هذا الاجتماع باجتماع العموم السلافي في براغ، والذي شارك فيه العديد من الصرب. بالتزامن مع هذه المظاهر السياسية، بدأت المعارك في الشارع. كان هناك هجمات مباغتة حتى في فيينا الإمبراطورية الموالية. كان ينبغي التضحية بميتيرنيتش، لكن ذلك لم يكن ليهدئ من معنويات الانتفاضة، لا سيما حين لم تكتسب الحركة طابع النضال من أجل الحريات الدستورية فحسب، إنما من أجل التحرر الوطني أيضًا.